# Vlag van Rijkevorsel
De vlag van Rijkevorsel werd door de gemeenteraad op 22 juni 1984 officieel vastgesteld als de gemeentelijke vlag van de Antwerpse gemeente Rijkevorsel. Op 5 november 1984 werd hij door het Bestuur van Vlaanderen bevestigd en uiteindelijk gepubliceerd op 8 juli 1986 in het officiële Belgisch Staatsblad.
Officieel wordt de vlag beschreven als:
Rood, gekoust van wit, met op het rood drie witte ruiten
De vlag is bijna gebaseerd op het gemeentewapen en de letters "R" en "V" van uit het wapen zijn weggelaten op de vlag.

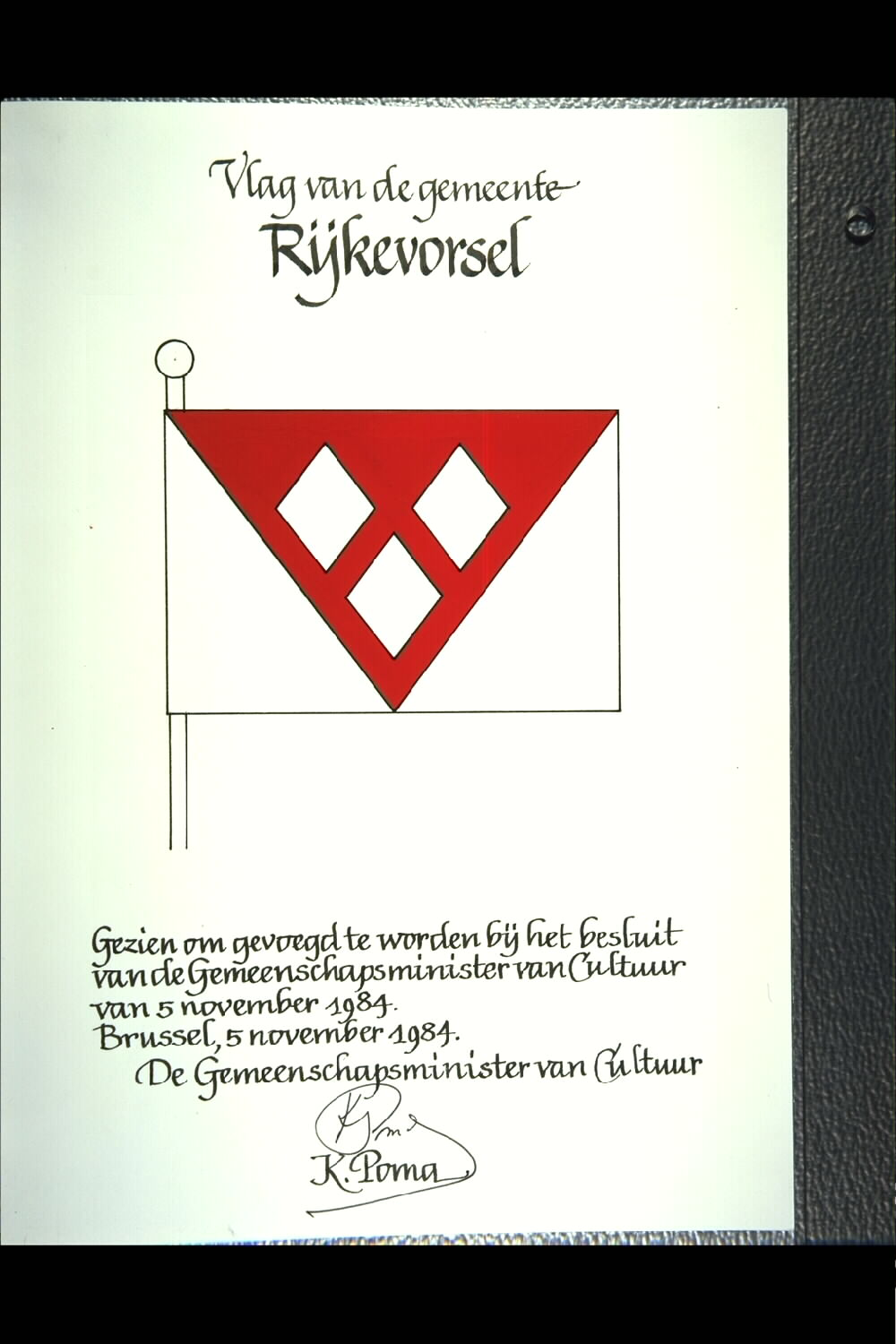
Ontwerp vlag getekend door Karel Poma